# Хиршабелле
Хиршабелле (сомал. Hirshabeelle; также иногда пишется ХирШабелле), официально Государство Хиршабелле (сомал. Dowlad Goboleedka Hirshabeele ee Soomaaliya) — автономная область в центре южной части Сомали. Столица — город Джоухар. Считается самым молодым штатом Сомали.
Граничит с Галмудугом на востоке, Юго-Западным Сомали на западе, столичным сомалийским регионом Банадир на юге и Эфиопией на севере. С юго-востока омывается Индийским океаном.
Хиршабелле состоит из сомалийских регионов Хиран и Средняя Шабелле. Название государства происходит от объединения их имён. Хиршабелле провозгласил себя автономным государством Федеративной Республики Сомали, как это определено в временной конституции Сомали.

## История
Создание штата Хиршабеле долгое время вызывало споры, поскольку обе области, Хиран и Средняя Шабелле, выражали желание создать свои собственные отдельные региональные штаты.
В октябре 2016 года прошли выборы местного президента, на которых победил Али Абдуллахи Особле. 11 марта 2017 года парламент Хиршабелле утвердил новый кабинет в составе 52 министров (740). В сентябре 2017 года парламент избрал нового президента, им стал Мохамед Абди Варе. Тем не менее, новое правительство в значительной степени базируется в Могадишо, и его власть ограничивается лишь некоторыми частями территории области Средняя Шабелле и городом Джоухар.

## Транспорт
Дорога, проходящая через Джоухар и соединяющая города Джалалакси и Могадишо, считается относительно безопасной. Дорога от Джалалакси до Було-Барде служит маршрутом снабжения города Було-Барде, однако может подвергаться нападениям со стороны Харакат аш-Шабаб. Дорога из Було-Барде через поселок Халган в Беледуэйне проходит через территорию аш-Шабаб, и поэтому она в большей степени подвержена нападениям со стороны группировки. При этом движение гражданского транспорта может осуществляться через территорию аш-Шабаб.

## Население
| Регион          | Население |
| --------------- | --------- |
| Хиран           | 514 901   |
| Средняя Шабелле | 901 183   |
| Всего           | 1 416 084 |

### Округа региона Хиран
| Округ       | Население |
| ----------- | --------- |
| Belet Weyne | 144,345   |
| Bulo Burto  | 89,120    |
| Farlibaax   | 45,237    |
| Ceelcade    | 21,712    |
| Jalalaqsi   | 46,724    |
| Maxaas      | 21,918    |
| Matabaan    | 27,704    |
| Buq Aqable  | 29,386    |

### Округа региона Средняя Шабелле
| Округ      | Население |
| ---------- | --------- |
| Jowhar     | 218,027   |
| Balcad     | 120,434   |
| Adan Yabaa | 62,917    |
| Cadale     | 46,720    |
| Warsheikh  | 15,573    |
| Mahaday    | 51,230    |

## Климат
В марте и апреле средняя дневная максимальная температура в Беледуэйне, столице Хирана, составляет 36.7 °C (98,1 °F). В декабре средняя дневная максимальная температура 21.9 °C (71,4 °F).
| Показатель              | Янв. | Фев. | Март | Апр. | Май  | Июнь | Июль | Авг. | Сен. | Окт. | Нояб. | Дек. | Год  |
| ----------------------- | ---- | ---- | ---- | ---- | ---- | ---- | ---- | ---- | ---- | ---- | ----- | ---- | ---- |
| Средний максимум, °C    | 34,7 | 35,6 | 36,7 | 36,7 | 34,8 | 34,0 | 33,1 | 33,5 | 35,2 | 34,3 | 34,7  | 34,7 | 34,8 |
| Средняя температура, °C | 28,3 | 28,7 | 30,0 | 30,1 | 29,0 | 28,3 | 27,8 | 27,6 | 28,9 | 28,4 | 28,3  | 28,3 | 28,6 |
| Средний минимум, °C     | 21,8 | 21,8 | 23,3 | 23,6 | 23,2 | 22,6 | 22,5 | 21,6 | 22,6 | 22,5 | 22,0  | 21,9 | 22,4 |
| Норма осадков, мм       | 0    | 0    | 8    | 67   | 67   | 5    | 0    | 1    | 9    | 69   | 37    | 7    | 270  |
| Источник:               |      |      |      |      |      |      |      |      |      |      |       |      |      |